# Benitachell
Benitachell (en valenciano y cooficialmente, el Poble Nou de Benitatxell [eɫ ˈpɔ·ble nɔw de be·ni·taˈtʃeʎ]) es un municipio de la Comunidad Valenciana, España. Situado en el noreste de la provincia de Alicante, en la comarca de la Marina Alta. Cuenta con una población de 4851 habitantes (INE 2024).

## Geografía
El núcleo urbano se encuentra situado en el interior, pero el término municipal cuenta con 2 km de costa sobre el mar Mediterráneo. Una costa brava y quebrada con acantilados que alcanzan en algunos puntos los 100 m sobre el nivel del mar es la primera imagen que descubre quien navega por este tramo del litoral. Es un lugar perfecto para los aficionados al submarinismo que pueden descubrir las atractivas e interesantes cuevas y parajes que se suceden sin interrupción.
Se accede a esta localidad por la carretera que conduce al puerto de Moraira desde Jávea, también se puede acceder desde la N-332 por Teulada.

### Pedanías
En su término municipal se encuentran las partidas de Abiar, Alcásar, Calistros, la Cumbre del Sol, La Font, Les Fonts y Lluca.

### Localidades limítrofes
Limita con los términos municipales de Jávea y Teulada.

## Geografía humana

### Demografía
Cuenta con una población de 4851 habitantes (INE 2024).
| Gráfica de evolución demográfica de Benitachell entre 1842 y 2021 |
| |
| Población de derecho según los censos de población del INE. Población de hecho según los censos de población del INE.En estos censos se denominaba Benitachell: 1842, 1857, 1860, 1877, 1887, 1897, 1900, 1910, 1920, 1930, 1940, 1950, 1960, 1970, 1981 y 1991. |

| Nacionalidad | Hombres | Mujeres | Total | %     | Proporción |
| ------------ | ------- | ------- | ----- | ----- | ---------- |
| Española     | 891     | 918     | 1809  | 38.5% |            |
| Extranjera   | 1392    | 1486    | 2878  | 61.4% |            |

| País                 | Hombres | Mujeres | Total | %     | Proporción |
| -------------------- | ------- | ------- | ----- | ----- | ---------- |
| Reino Unido          | 609     | 661     | 1270  | 44.1% |            |
| Alemania             | 131     | 149     | 280   | 9.7%  |            |
| Rusia                | 81      | 100     | 181   | 6.3%  |            |
| Marruecos            | 48      | 37      | 85    | 3.0%  |            |
| China                | 42      | 38      | 80    | 2.8%  |            |
| Francia              | 39      | 35      | 74    | 2.6%  |            |
| Rumania              | 28      | 34      | 62    | 2.2%  |            |
| Ucrania              | 16      | 17      | 33    | 1.1%  |            |
| Polonia              | 12      | 16      | 28    | 0.9%  |            |
| Bulgaria             | 16      | 9       | 25    | 0.8%  |            |
| Colombia             | 12      | 12      | 24    | 0.8%  |            |
| Italia               | 13      | 9       | 22    | 0.7%  |            |
| Brasil               | 2       | 11      | 13    | 0.4%  |            |
| Bolivia              | 6       | 5       | 11    | 0.3%  |            |
| Venezuela            | 4       | 7       | 11    | 0.3%  |            |
| Uruguay              | 7       | 3       | 10    | 0.3%  |            |
| Argelia              | 6       | 3       | 9     | 0.3%  |            |
| Argentina            | 2       | 3       | 5     | 0.1%  |            |
| Ecuador              | 2       | 1       | 3     | 0.1%  |            |
| Portugal             | 3       | 0       | 3     | 0.1%  |            |
| Cuba                 | 1       | 1       | 2     | 0.06% |            |
| Pakistán             | 1       | 1       | 2     | 0.06% |            |
| Chile                | 1       | 0       | 1     | 0.03% |            |
| Paraguay             | 0       | 1       | 1     | 0.03% |            |
| Perú                 | 1       | 0       | 1     | 0.03% |            |
| República Dominicana | 0       | 1       | 1     | 0.03% |            |
| Senegal              | 1       | 0       | 1     | 0.03% |            |

## Administración y política
| Periodo   | Nombre                                                            | Partido                  |
| --------- | ----------------------------------------------------------------- | ------------------------ |
| 1979-1983 | Miguel Català Devesa                                              | GIB                      |
| 1983-1987 | Miguel Català Devesa                                              | AP                       |
| 1987-1991 | Miguel Català Devesa                                              | AP                       |
| 1991-1995 | José Torres Gilabert                                              | PP                       |
| 1995-1999 | José Torres Gilabert                                              | PP                       |
| 1999-2003 | José Torres Gilabert                                              | PP                       |
| 2003-2007 | Juan José Buigues Ferrer                                          | PP                       |
| 2007-2011 | Juan Cardona Bolufer María Josefa Ronda Vallés (Desde 2009)       | PIDEB PP                 |
| 2011-2015 | Josep Antoni Femenia Mas                                          | Compromís No adscrito    |
| 2015-2019 | Josep Antoni Femenia Mas Miguel Ángel Garcia Buigues (Desde 2018) | Movimiento RED Compromís |
| 2019-2023 | Miguel Ángel García Buigues                                       | Més Benitatxell          |

PIDEB: Partido Independiente Democrático Benitachell.
GIB: Grupo Independiente de Benitachell.

Juan Cardona dimitió tras ser detenido por un supuesto cohecho en la recalificación de unos terrenos. Josefa Ronda fue investida con el apoyo del PIDEB.

Josep Antoni Femenia sufrió una moción censura en octubre de 2018, siendo sustituido por Miquel García, de Compromís, con el apoyo de IMA y un concejal expulsado del PP.

## Monumentos y lugares de interés
- Iglesia de Santa María Magdalena: Edificio de interés arquitectónico.
- Cala el Moraig: Es una cala construida artificialmente en el año 1973, mediante voladuras del acantilado, para la urbanización "Cumbre del Sol".[7] Actualmente ofrece una playa de grava y aguas transparentes. Se encuentra entre acantilados, y no tiene edificaciones en primera línea de playa. De las tres calas existentes en el municipio de Benitachell, es la única accesible en coche, hasta prácticamente la entrada de la Cova dels Arcs, en la que existe un aparcamiento. Desde esta cala existen varias rutas de senderismo señalizadas que ofrecen acceso a las otras dos calas del pueblo.
- Cova dels Arcs: Cavidad que se encuentra al principio de la Cala el Moraig. Esta cavidad es conocida por el ser humano desde la prehistoria, ya que no solo esta en una situación privilegiada para su acceso y escondite de quienes la pudieron alcanzar por tierra, sino que para los hombres del mar tuvo que ser escondrijo de los primeros exploradores de la Península venidos por mar. Sus antecedentes y conocimiento de su existencia generalizada más actual, se puede fechar en los cercanos años de la construcción de la carretera, que desde la localidad del Poble Nou de Benitaxell, se construyó para alcanzar las urbanizaciones de la sierra de la “Llorença”, extendiéndose hasta la misma Cala del “Moraig”, pasando por delante de la boca de la cavidad. En general la primera sala o sala “dels Inmersionistes” es la más conocida, ya que desde ella y a través de un pozo desfondado, a nivel del mar, se puede acceder con gran facilidad al mar abierto, a través de unas salas inferiores de amplias dimensiones. Así mismo puede alcanzarse la gran cueva submarina del Moraig o Río Blanco.
- Cala dels Testos: Playa de cantos rodados.
- Cala Llebeig.
- Puig Llorença: El Alto de Puig Llorença, también conocido como Cumbre del Sol, es un puerto de montaña que se encuentra en la urbanización "Cumbre del Sol" de Benitachell. Con una longitud de algo más de 3 kilómetros fue fin de la novena etapa de la Vuelta Ciclista a España edición de 2015.

## Fiestas
- Santa María Magdalena y Santiago Apóstol. Las Fiestas Patronales, en honor a Santa Mª Magdalena, San Roque, San Cristóbal y San Jaime, se celebran del 22 al 31 de julio. Las calles se engalanan, se celebran actos religiosos y por las noches se celebran los tradicionales Bous al carrer. Cada día se celebra en honor a un Santo. Las fiestas comienzan en honor a Santa Mª Magdalena con pasacalles de los Festeros y Festeras y con una verbena nocturna. El día siguiente se dedica a San Roque con una cabalgata de carrozas para seguir con el dedicado a San Cristóbal, y el último día a San Jaime, el día 25.
- Moros y Cristianos. Se celebran el segundo fin de semana de julio.
- Fiestas de la Rosa. El mes de mayo es un mes festivo en Benitachell con la celebración de las "Fiestas de la Rosa" en honor a la Virgen del Rosario. Durante su celebración, que tiene lugar el primer domingo del mes, se honra a la Virgen con diversos actos religiosos (misas y procesiones) y lúdicos (verbenas, tracas, etc.). Destaca entre los actos religiosos la bendición y posterior reparto por todo el pueblo de un pan bendecido ("Pa Beneït").